# Нагататё (станция)
Станция Нагататё (яп. 永田町駅 нагататё: эки) — железнодорожная станция на линиях Хандзомон, Намбоку и Юракутё, расположенная в специальном районе Тиёда в Токио. Станция обозначена номером Z-04 на линии Хандзомон, N-07 на линии Намбоку и Y-16 на линии Юракутё. Соединена подземным переходом со станцией Акасака-Мицукэ на линиях Гиндза и Маруноути. На станционной платформе линии Намбоку установлены платформенные раздвижные двери. На станционных платформах линий Юракутё и Хандзомон установлены автоматические платформенные ворота.

## История
Станция была открыта 30 октября 1974 года на линии Юракутё. Платформы линии Хандзомон были открыты 21 сентября 1979 года, линии Намбоку — 30 сентября 1997 года. 
20 марта 1995 года здесь произошёл теракт. 

## Окрестности станции
- Парламент Японии
- Национальная парламентская библиотека
- Верховный суд Японии

## Планировка станции
3 платформы островного типа и 6 путей.
| 1 | Линия Юракутё   | Юракутё・Цукисима・Тоёсу・Син-Киба      |
| 2 | Линия Юракутё   | Икэбукуро・Вакоси・Синрин-Коэн・Ханно   |
| 3 | Линия Хандзомон | Омотэсандо・Сибуя・Тюо-Ринкан           |
| 4 | Линия Хандзомон | Осиагэ・Куки・Минами-Курихаси           |
| 5 | Линия Набоку    | Комагомэ・Акабанэ-Ивабути・Урава-Мисоно |
| 6 | Линия Намбоку   | Мэгуро・Хиёси                           |

## Близлежащие станции
| «                      |                      | Линия                |                      | »                    |
| Линия Юракутё (Y-16)   | Линия Юракутё (Y-16) | Линия Юракутё (Y-16) | Линия Юракутё (Y-16) | Линия Юракутё (Y-16) |
| ---------------------- | -------------------- | -------------------- | -------------------- | -------------------- |
| Кодзимати              | Кодзимати            | -                    | Сакурадамон          | Сакурадамон          |
| Линия Хандзомон (Z-04) |                      |                      |                      |                      |
| Аояма-Иттёмэ           | Аояма-Иттёмэ         | -                    | Хандзомон            | Хандзомон            |
| Линия Намбоку (N-07)   |                      |                      |                      |                      |
| Тамэикэ-Санно          | Тамэикэ-Санно        | -                    | Ёцуя                 | Ёцуя                 |